# Zebra-Zwergfeuerfisch
Der Zebra-Zwergfeuerfisch (Dendrochirus zebra) ist ein Vertreter der Skorpionfische (Scorpaenidae). Er lebt in tiefen Lagunen, Korallen und Felsriffen des Roten Meeres sowie des tropischen Indopazifik von Süd- und Ostafrika bis nach Australien, Südjapan, Samoa, Tonga und Lord Howe Island in Tiefen von drei bis 60 Metern. Besonders häufig soll er bei den Philippinen gewesen sein. Viele Bestände sind aber durch den Fang für aquaristische Zwecke stark zurückgegangen.

## Merkmale

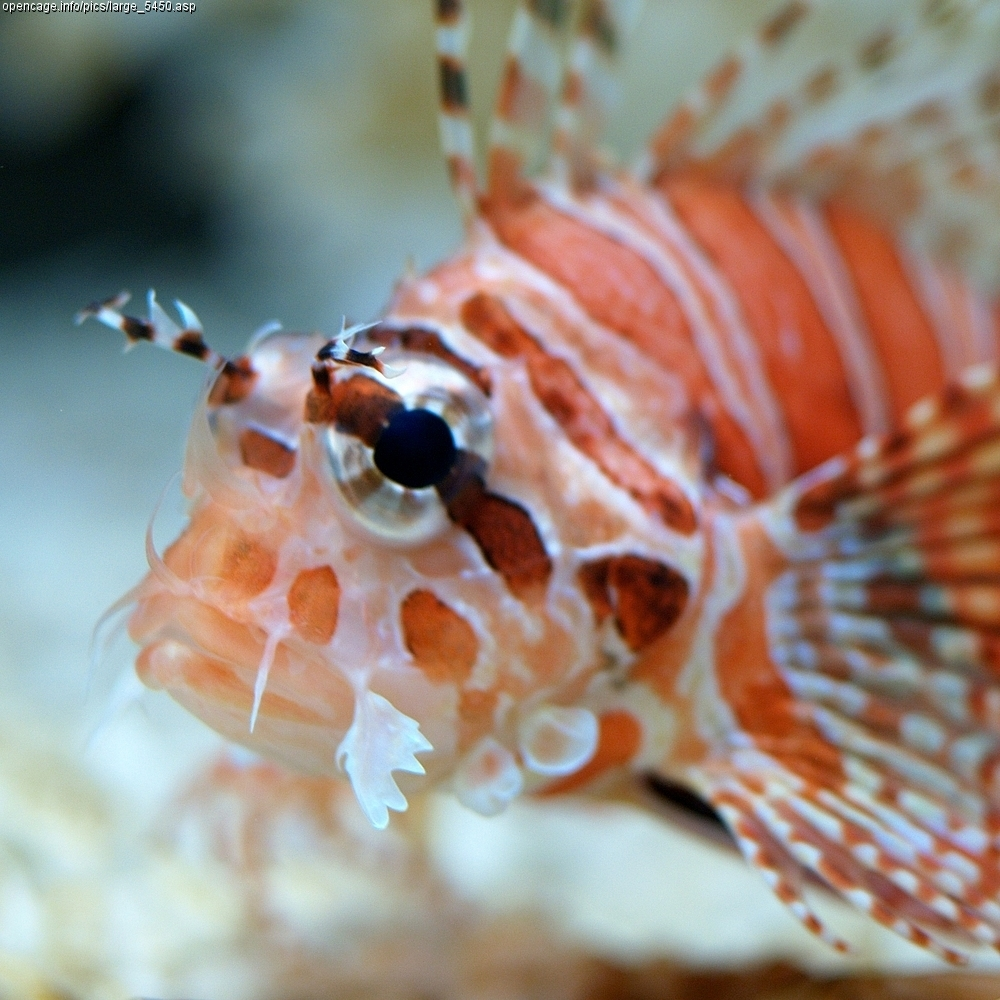
Dendrochirus zebra

Der Zebra-Zwergfeuerfisch ist rot und weiß gezeichnet. Eine Reihe dunkelroter, breiter, senkrechter Bänder zieht sich über den Körper. Die Brustflossen sind groß und wirken wie Schmetterlingsflügel. An der Schwanzwurzel sind zwei Bänder durch ein Querband verbunden, so dass sich eine H-förmige Zeichnung ergibt.  Die erste hartstrahlige Rückenflosse hat 13 Flossenstrahlen, die mit Giftdrüsen versehen sind, die mittleren Flossenstrahlen sind höher als die Körperhöhe. Die zweite Rückenflosse hat zehn bis elf Weichstrahlen. Die Afterflosse hat drei Hart- und sechs bis sieben Weichstrahlen. Auch hier stehen die Hartstrahlen sowie der einzige der Bauchflossen mit Giftdrüsen in Verbindung. Am Kiemendeckel befindet sich unten ein dunkler Fleck. Zebra-Zwergfeuerfische werden etwa 18 Zentimeter lang. Männliche Tiere werden größer als die Weibchen und haben einen etwas größeren Kopf.

## Lebensweise
Die Fische leben einzeln, die Weibchen auch in kleinen Gruppen. Tagsüber halten sie sich in Höhlen oder unter Überständen auf. Einige Populationen leben assoziiert mit dem Vasenschwamm Xestospongia testudinaria. Zebra-Zwergfeuerfische ernähren sich hauptsächlich von kleinen Krebstieren, bei Magenuntersuchungen fand man 80 % Garnelen, 10 % Krabben und 10 % Asseln und nur vereinzelt kleine Fische, wie Riffbarsche und Kardinalbarsche. Sie laichen vor dem Sonnenaufgang oder nach dem Sonnenuntergang. Die pelagischen Larvenstadien werden von Strömungen weit verdriftet.